# Ferdinand Jodl (General, 1861)
Ferdinand Friedrich Anton Jodl (* 8. April 1861 in München; † 9. April 1941 ebenda) war ein bayerischer Generalleutnant.

## Leben
Jodl, Sohn eines bayerischen Regierungsrates, absolvierte das Kadettenkorps in seiner Heimatstadt und trat am 8. August 1879 als Portepeefähnrich in das 3. Feldartillerie-Regiment „Königin Mutter“ der Bayerischen Armee ein. Mitte Februar 1881 wurde er unter Versetzung in das 1. Feldartillerie-Regiment „Prinz Luitpold“ zum Sekondeleutnant befördert, stieg bis Anfang Oktober 1890 zum Oberleutnant auf und war ab Oktober 1893 zu Ausbildungszwecken auf zwei Jahre zur Equitationsanstalt kommandiert. Von Anfang Januar 1895 bis Ende Mai 1896 diente Jodl im 4. Feldartillerie-Regiment „König“ und war anschließend als Hauptmann und Batteriechef im 2. Feldartillerie-Regiment „Prinzregent Luitpold“ tätig. Daran schloss sich Anfang Oktober 1901 seine Versetzung zum Regimentsstab an und mit der Beförderung zum Major erfolgte am 25. Februar 1903 seine Ernennung zum Kommandeur der I. Abteilung. Am 28. April 1908 wurde Jodl zum Kommandeur des 4. Feldartillerie-Regiments „König“ ernannt, avancierte in dieser Stellung bis Ende April 1910 zum Oberst und erhielt die Erlaubnis zur Annahme des preußischen Kronen-Ordens III. Klasse.
Jodl wirkte ab dem 24. Juli 1911 in Landau in der Pfalz als Kommandeur der 3. Feldartillerie-Brigade und stieg am 27. März 1913 zum Generalmajor auf. In Genehmigung seines Abschiedsgesuches wurde er am 25. Oktober 1913 mit der gesetzlichen Pension zur Disposition gestellt und mit dem Militärverdienstorden II. Klasse ausgezeichnet.
Während des Ersten Weltkriegs wurde Jodl als z.D.-Offizier wiederverwendet. Er wirkte vom 11. August bis zum 11. Oktober 1915 als Kommandeur der Munitionskolonnen und des Trains des I. Reserve-Korps und wurde anschließend während der Herbstschlacht bei La Bassée und Arras Artilleriekommandeur beim Generalkommando des Korps. Jodl erhielt beide Klassen des Eisernen Kreuzes und am 14. November 1916 den Charakter als Generalleutnant mit dem Prädikat Exzellenz. Am 26. Februar 1917 trat er als Artillerie-Kommandeur Nr. 17 zur 5. Reserve-Division, die in Kämpfen an der Aisne stand. Nach der dortigen Schlacht verlieh ihm König Ludwig III. am 25. Juni 1917 den Stern zum Militärverdienstorden II. Klasse mit Schwertern. Außerdem erhielt er die Erlaubnis zur Annahme des Roten Adlerordens II. Klasse mit Schwertern. Am 15. August 1917 wurde Jodl schließlich von seiner Kriegsverwendung enthoben.
Er war mit Henriette, einer Cousine des Wissenschaftlers Karl Haushofer, verheiratet.